# Поле Галуа
Скінченне поле або поле Галуа (на честь Евариста Галуа) — поле, яке складається зі скінченної множини елементів.
Найменше поле Галуа {\displaystyle GF(2)=\mathbb {F} _{2}} містить лише два елементи: {\displaystyle 0} та {\displaystyle 1}, арифметичні операції над якими поводяться майже як звичайно, за винятком правила {\displaystyle 1+1=0}. Це поле широко застосується в дискретній математиці, комп'ютерних науках і теорії кодування.
Ідея застосування поля {\displaystyle \mathbb {F} _{2}} полягає в тому, що доцільно розглядати послідовності з нулів й одиниць як елементи деякої алгебраїчної структури: векторного простору над цим полем, розширення {\displaystyle \mathbb {F} _{2^{n}}}, кільця многочленів {\displaystyle \mathbb {F} _{2}[t]}, тощо.
Алгебраїчні операції в цій структурі приводять до низки важливих конструкцій в означених галузях, наприклад, скінчених проективних площин, кодів Ріда-Мюлера  і кодів Гоппа. Засновані на теорії скінчених полів алгоритми перевірки на простоту і факторизації цілих чисел відіграють важливу роль у сучасній прикладній теорії чисел.
Для будь-якого простого числа {\displaystyle p}, кільце залишків {\displaystyle (\operatorname {mod} \,p)} — це скінчене поле з {\displaystyle \ p} елементів, яке позначається {\displaystyle GF(p)=\mathbb {F} _{p}=\mathbb {Z} /p\mathbb {Z} }. Елементи цього поля можуть бути представлені цілими числами {\displaystyle 0,1,\ldots ,p-1}, які додаються і множаться «за модулем {\displaystyle p}».
Будь-яке скінчене поле містить {\displaystyle p^{n}} елементів і однозначно задається своєю характеристикою {\displaystyle p} і степенем {\displaystyle n}.

## Класифікація
Будь-яке скінчене поле {\displaystyle \mathbf {K} } має просту характеристику {\displaystyle p>0}, тому воно містить в собі просте підполе {\displaystyle \mathbb {F} _{p}}. З аксіом поля випливає, що {\displaystyle \mathbf {K} } являє собою скінченновимірний векторний простір над {\displaystyle \mathbb {F} _{p}} розмірності {\displaystyle n\geq 1}.
Довільний елемент {\displaystyle \mathbf {K} } задається своїми {\displaystyle n} координатами відносно певного базису, які належать до {\displaystyle \mathbb {F} _{p}}. Таким чином, поле {\displaystyle \mathbf {K} } складається з {\displaystyle q=p^{n}} елементів. Виявляється, що і навпаки, для даних простого {\displaystyle p} і натурального {\displaystyle n\geq 1}. існує єдине, не враховуючи автоморфізмів, поле Галуа з {\displaystyle q=p^{n}} елементів, яке має характеристику {\displaystyle p} і позначається {\displaystyle GF(q)=\mathbb {F} _{q}=\mathbb {F} _{p^{n}}}.

## Властивості

### Циклічність мультиплікативної групи
Ненульові елементи поля {\displaystyle \mathbb {F} _{q}} утворюють групу щодо операції множення, яка називається мультиплікативною групою поля і позначається {\displaystyle \mathbb {F} _{q}^{*}}. Ця група є циклічною, тобто вона має породжуючий елемент, а всі інші елементи отримуються піднесенням до степеня породжуючого.
Породжуючий елемент {\displaystyle \mathbb {F} _{q}^{*}} називається також примітивним елементом поля {\displaystyle \mathbb {F} _{q}}. Поле {\displaystyle \mathbb {F} _{q}} містить {\displaystyle \varphi (q-1)} примітивних елементів, де {\displaystyle \varphi } — Функція Ейлера.

### Інші властивості
- Кожен елемент поля {\displaystyle \mathbb {F} _{q}} задовольняє рівності {\displaystyle a^{q}=a}[3].
- Поле {\displaystyle \mathbb {F} _{p^{n}}} містить в собі як підполе {\displaystyle \mathbb {F} _{p^{k}}} тоді і тільки тоді, коли {\displaystyle k} є дільником {\displaystyle n}[4].
- Якщо {\displaystyle f\in \mathbb {F} _{q}[x]} — незвідний многочлен степеня {\displaystyle m}, то поле {\displaystyle \mathbb {F} _{q^{m}}} містить будь-який його корінь {\displaystyle \alpha }, причому множина усіх його коренів має вигляд {\displaystyle \{\alpha ,\alpha ^{q},\ldots ,\alpha ^{q^{m-1}}\}}. Таким чином, {\displaystyle \mathbb {F} _{q^{m}}} є полем розкладу многочлена {\displaystyle f} над полем {\displaystyle \mathbb {F} _{q}}[5].
- Для кожного скінченного поля {\displaystyle \mathbb {F} _{q}} та натурального числа {\displaystyle n} добуток усіх нормованих незвідних над {\displaystyle \mathbb {F} _{q}} многочленів, степінь яких ділить {\displaystyle n}, дорівнює {\displaystyle x^{q^{n}}-x}. Зокрема, сума степенів таких многочленів дорівнює {\displaystyle q^{n}}[6].
- Число {\displaystyle N(q,n)} нормованих многочленів степеня {\displaystyle n}, незвідних над полем {\displaystyle \mathbb {F} _{q},} визначається за формулою {\displaystyle N(q,n)={\frac {1}{n}}\sum _{d|n}\mu (d)q^{\frac {n}{d}},} де {\displaystyle \mu } — Функція Мебіуса. Це твердження випливає з формули {\displaystyle q^{n}=\sum _{d|n}dN(q,d)} після застосування формули обертання Мебіуса[7].

## Приклади

### Поле з двох елементів
Поле {\displaystyle \mathbb {F} _{2}} складається з двох елементів, але воно може бути задано різними способами залежно від вибору елементів і визначення операцій додавання та множення на них:
- Як множина з двох чисел «{\displaystyle 0}» і «{\displaystyle 1}», на якій операції додавання та множення визначені як додавання та множення чисел з приведенням результату по модулю {\displaystyle 2}:

| + | 0 | 1 |
| - | - | - |
| 0 | 0 | 1 |
| 1 | 1 | 0 |

| × | 0 | 1 |
| - | - | - |
| 0 | 0 | 0 |
| 1 | 0 | 1 |

- Як множина з двох логічних об'єктів «Хибність» (F) і «Істина» (T), на якій операції додавання та множення визначено як булеві операції «виключна диз'юнкція» і «кон'юнкція» відповідно:

| + | F | T |
| - | - | - |
| F | F | T |
| T | T | F |

| × | F | T |
| - | - | - |
| F | F | F |
| T | F | T |

Ці поля ізоморфні, тобто фактично це два різні способи задання одного й того ж поля.

### Поле з трьох елементів
Поле {\displaystyle \mathbb {F} _{3}=\{0,1,2\}}. Додавання та множення визначені як додавання та множення чисел по модулю {\displaystyle 3}. Таблиці операцій {\displaystyle \mathbb {F} _{3}} мають вигляд:
| + | 0 | 1 | 2 |
| - | - | - | - |
| 0 | 0 | 1 | 2 |
| 1 | 1 | 2 | 0 |
| 2 | 2 | 0 | 1 |

| × | 0 | 1 | 2 |
| - | - | - | - |
| 0 | 0 | 0 | 0 |
| 1 | 0 | 1 | 2 |
| 2 | 0 | 2 | 1 |

### Поле з чотирьох елементів
Поле {\displaystyle \mathbb {F} _{4}} можна задати як множину {\displaystyle \{0,1,\alpha ,\alpha +1\}} (де {\displaystyle \alpha } — корінь многочлена {\displaystyle f(x)=x^{2}+x+1}, тобто {\displaystyle \alpha ^{2}=-\alpha -1=\alpha +1}). Таблиці операцій {\displaystyle \mathbb {F} _{4}} мають вигляд:
| +                         | 0                         | 1                         | {\displaystyle \alpha }   | {\displaystyle \alpha +1} |
| ------------------------- | ------------------------- | ------------------------- | ------------------------- | ------------------------- |
| 0                         | 0                         | 1                         | {\displaystyle \alpha }   | {\displaystyle \alpha +1} |
| 1                         | 1                         | 0                         | {\displaystyle \alpha +1} | {\displaystyle \alpha }   |
| {\displaystyle \alpha }   | {\displaystyle \alpha }   | {\displaystyle \alpha +1} | 0                         | 1                         |
| {\displaystyle \alpha +1} | {\displaystyle \alpha +1} | {\displaystyle \alpha }   | 1                         | 0                         |

| ×                         | 0 | 1                         | {\displaystyle \alpha }   | {\displaystyle \alpha +1} |
| ------------------------- | - | ------------------------- | ------------------------- | ------------------------- |
| 0                         | 0 | 0                         | 0                         | 0                         |
| 1                         | 0 | 1                         | {\displaystyle \alpha }   | {\displaystyle \alpha +1} |
| {\displaystyle \alpha }   | 0 | {\displaystyle \alpha }   | {\displaystyle \alpha +1} | 1                         |
| {\displaystyle \alpha +1} | 0 | {\displaystyle \alpha +1} | 1                         | {\displaystyle \alpha }   |

### Поле з дев'яти елементів
Щоб задати поле {\displaystyle \mathbb {F} _{9}=\mathrm {GF} (3^{2})} достатньо знайти нормований многочлен степеня {\displaystyle 2}, незвідний над {\displaystyle \mathbb {F} _{3}}. Такими многочленами є:
| {\displaystyle x^{2}+1}    |
| {\displaystyle x^{2}+x+2}  |
| {\displaystyle x^{2}+2x+2} |

Для {\displaystyle x^{2}+1} полем є {\displaystyle \mathbb {F} _{9}=\mathbb {Z} _{3}[x]/(x^{2}+1)} (якщо замість {\displaystyle x^{2}+1} взяти інший многочлен, то буде нове поле, ізоморфне старому). В наведених нижче таблиця символ {\displaystyle i} означає клас еквівалентності многочлена {\displaystyle x} у фактор-кільці {\displaystyle \mathbb {Z} _{3}[x]/(x^{2}+1)}, який задовольняє рівнянню {\displaystyle i^{2}+1=0}.
Таблиця додавання в {\displaystyle \mathbb {F} _{9}} визначається, виходячи з відношення {\displaystyle 1+1+1=0}:
| +                    | 0                    | 1                    | 2                    | {\displaystyle i}    | {\displaystyle i+1}  | {\displaystyle i+2}  | {\displaystyle 2i}   | {\displaystyle 2i+1} | {\displaystyle 2i+2} |
| -------------------- | -------------------- | -------------------- | -------------------- | -------------------- | -------------------- | -------------------- | -------------------- | -------------------- | -------------------- |
| 0                    | 0                    | 1                    | 2                    | {\displaystyle i}    | {\displaystyle i+1}  | {\displaystyle i+2}  | {\displaystyle 2i}   | {\displaystyle 2i+1} | {\displaystyle 2i+2} |
| 1                    | 1                    | 2                    | 0                    | {\displaystyle i+1}  | {\displaystyle i+2}  | {\displaystyle i}    | {\displaystyle 2i+1} | {\displaystyle 2i+2} | {\displaystyle 2i}   |
| 2                    | 2                    | 0                    | 1                    | {\displaystyle i+2}  | {\displaystyle i}    | {\displaystyle i+1}  | {\displaystyle 2i+2} | {\displaystyle 2i}   | {\displaystyle 2i+1} |
| {\displaystyle i}    | {\displaystyle i}    | {\displaystyle i+1}  | {\displaystyle i+2}  | {\displaystyle 2i}   | {\displaystyle 2i+1} | {\displaystyle 2i+2} | 0                    | 1                    | 2                    |
| {\displaystyle i+1}  | {\displaystyle i+1}  | {\displaystyle i+2}  | {\displaystyle i}    | {\displaystyle 2i+1} | {\displaystyle 2i+2} | {\displaystyle 2i}   | 1                    | 2                    | 0                    |
| {\displaystyle i+2}  | {\displaystyle i+2}  | {\displaystyle i}    | {\displaystyle i+1}  | {\displaystyle 2i+2} | {\displaystyle 2i}   | {\displaystyle 2i+1} | 2                    | 0                    | 1                    |
| {\displaystyle 2i}   | {\displaystyle 2i}   | {\displaystyle 2i+1} | {\displaystyle 2i+2} | 0                    | 1                    | 2                    | {\displaystyle i}    | {\displaystyle i+1}  | {\displaystyle i+2}  |
| {\displaystyle 2i+1} | {\displaystyle 2i+1} | {\displaystyle 2i+2} | {\displaystyle 2i}   | 1                    | 2                    | 0                    | {\displaystyle i+1}  | {\displaystyle i+2}  | {\displaystyle i}    |
| {\displaystyle 2i+2} | {\displaystyle 2i+2} | {\displaystyle 2i}   | {\displaystyle 2i+1} | 2                    | 0                    | 1                    | {\displaystyle i+2}  | {\displaystyle i}    | {\displaystyle i+1}  |

Таблиця множення в {\displaystyle \mathbb {F} _{9}} визначається з співвідношення {\displaystyle i^{2}=-1}:
| ×                    | 0 | 1                    | 2                    | {\displaystyle i}    | {\displaystyle i+1}  | {\displaystyle i+2}  | {\displaystyle 2i}   | {\displaystyle 2i+1} | {\displaystyle 2i+2} |
| -------------------- | - | -------------------- | -------------------- | -------------------- | -------------------- | -------------------- | -------------------- | -------------------- | -------------------- |
| 0                    | 0 | 0                    | 0                    | 0                    | 0                    | 0                    | 0                    | 0                    | 0                    |
| 1                    | 0 | 1                    | 2                    | {\displaystyle i}    | {\displaystyle i+1}  | {\displaystyle i+2}  | {\displaystyle 2i}   | {\displaystyle 2i+1} | {\displaystyle 2i+2} |
| 2                    | 0 | 2                    | 1                    | {\displaystyle 2i}   | {\displaystyle 2i+2} | {\displaystyle 2i+1} | {\displaystyle i}    | {\displaystyle i+2}  | {\displaystyle i+1}  |
| {\displaystyle i}    | 0 | {\displaystyle i}    | {\displaystyle 2i}   | 2                    | {\displaystyle i+2}  | {\displaystyle 2i+2} | 1                    | {\displaystyle i+1}  | {\displaystyle 2i+1} |
| {\displaystyle i+1}  | 0 | {\displaystyle i+1}  | {\displaystyle 2i+2} | {\displaystyle i+2}  | {\displaystyle 2i}   | 1                    | {\displaystyle 2i+1} | 2                    | {\displaystyle i}    |
| {\displaystyle i+2}  | 0 | {\displaystyle i+2}  | {\displaystyle 2i+1} | {\displaystyle 2i+2} | 1                    | {\displaystyle i}    | {\displaystyle i+1}  | {\displaystyle 2i}   | 2                    |
| {\displaystyle 2i}   | 0 | {\displaystyle 2i}   | {\displaystyle i}    | 1                    | {\displaystyle 2i+1} | {\displaystyle i+1}  | 2                    | {\displaystyle 2i+2} | {\displaystyle i+2}  |
| {\displaystyle 2i+1} | 0 | {\displaystyle 2i+1} | {\displaystyle i+2}  | {\displaystyle i+1}  | 2                    | {\displaystyle 2i}   | {\displaystyle 2i+2} | {\displaystyle i}    | 1                    |
| {\displaystyle 2i+2} | 0 | {\displaystyle 2i+2} | {\displaystyle i+1}  | {\displaystyle 2i+1} | {\displaystyle i}    | 2                    | {\displaystyle i+2}  | 1                    | {\displaystyle 2i}   |

Можна перевірити, що елемент {\displaystyle i+1} має порядок {\displaystyle 8} і є примітивним. Елемент {\displaystyle i} не є примітивним, так як {\displaystyle i^{4}=1} (іншими словами, многочлен {\displaystyle x^{2}+1\in \mathbb {F} _{3}[x]} не є примітивним).

### Мультиплікативна група поля з 16 елементів
Коли поле {\displaystyle \mathbb {F} _{16}=\mathrm {GF} (2^{4})} задається з допомогою неприводимого многочлена {\displaystyle x^{4}+x+1}, елементи розширення задаються наборами коефіцієнтів многочлена, який отримується в залишку при діленні на {\displaystyle x^{4}+x+1}, записаними в порядку зростання степенів. Мультиплікативна група породжується елементом {\displaystyle \alpha =x}, який записується як (0, 1, 0, 0).
| Многочлен                                                                             | Степінь {\displaystyle \alpha } | {\displaystyle 1,x,x^{2},x^{3}} |
| ------------------------------------------------------------------------------------- | ------------------------------- | ------------------------------- |
|                                                                                       | {\displaystyle \alpha }         | (0, 1, 0, 0)                    |
|                                                                                       | {\displaystyle \alpha ^{2}}     | (0, 0, 1, 0)                    |
|                                                                                       | {\displaystyle \alpha ^{3}}     | (0, 0, 0, 1)                    |
| {\displaystyle 1+\alpha }                                                             | {\displaystyle \alpha ^{4}}     | (1, 1, 0, 0)                    |
| {\displaystyle \alpha +\alpha ^{2}}                                                   | {\displaystyle \alpha ^{5}}     | (0, 1, 1, 0)                    |
| {\displaystyle \alpha ^{2}+\alpha ^{3}}                                               | {\displaystyle \alpha ^{6}}     | (0, 0, 1, 1)                    |
| {\displaystyle \alpha ^{3}+\alpha +1=\alpha ^{3}+\alpha ^{4}}                         | {\displaystyle \alpha ^{7}}     | (1, 1, 0, 1)                    |
| {\displaystyle 1+\alpha ^{2}=\alpha +1+\alpha ^{2}+\alpha }                           | {\displaystyle \alpha ^{8}}     | (1, 0, 1, 0)                    |
| {\displaystyle \alpha +\alpha ^{3}}                                                   | {\displaystyle \alpha ^{9}}     | (0, 1, 0, 1)                    |
| {\displaystyle \alpha ^{2}+1+\alpha =\alpha ^{2}+\alpha ^{4}}                         | {\displaystyle \alpha ^{10}}    | (1, 1, 1, 0)                    |
| {\displaystyle \alpha +\alpha ^{2}+\alpha ^{3}}                                       | {\displaystyle \alpha ^{11}}    | (0, 1, 1, 1)                    |
| {\displaystyle 1+\alpha +\alpha ^{2}+\alpha ^{3}=\alpha ^{2}+\alpha ^{3}+\alpha ^{4}} | {\displaystyle \alpha ^{12}}    | (1, 1, 1, 1)                    |
| {\displaystyle 1+\alpha ^{2}+\alpha ^{3}=\alpha +\alpha ^{2}+\alpha ^{3}+\alpha ^{4}} | {\displaystyle \alpha ^{13}}    | (1, 0, 1, 1)                    |
| {\displaystyle 1+\alpha ^{3}=\alpha +\alpha ^{3}+\alpha ^{4}}                         | {\displaystyle \alpha ^{14}}    | (1, 0, 0, 1)                    |
| {\displaystyle 1=\alpha +\alpha ^{4}}                                                 | {\displaystyle \alpha ^{15}}    | (1, 0, 0, 0)                    |

## Історія вивчення
Початки теорії скінченних полів беруть початок із XVII і XVIII століть. Над цією темою працювали такі вчені, як П'єр Ферма, Леонард Ейлер, Жозеф-Луї Лагранж та Адрієн-Марі Лежандр, яких можна вважати засновниками теорії скінченних полів простого порядку. Однак великий інтерес представляє загальна теорія скінченних полів, що бере свій початок з робіт Гауса та Галуа. До деякого часу ця теорія знаходила застосування лише в алгебрі та теорії чисел, проте згодом були знайдені нові точки дотику з алгебричною геометрією, комбінаторикою та теорією кодування.

### Внесок Галуа

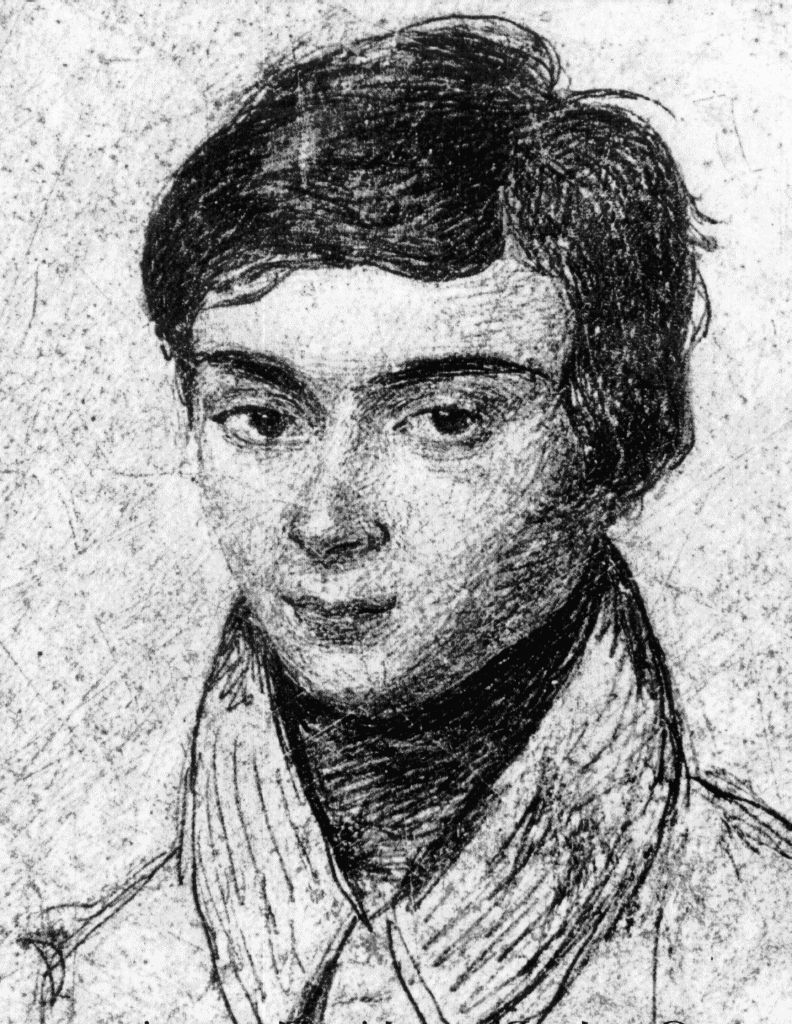
Еварист Галуа

У 1830 році вісімнадцятирічний Еварист Галуа опублікував працю, яка поклала основу загальної теорії скінченних полів. У цій праці Галуа (у зв'язку з дослідженнями перестановок та алгебраїчних рівнянь) запровадив уявний корінь порівняння {\displaystyle F(x)\equiv 0{\pmod {p}}}, де {\displaystyle F(x)} — довільний многочлен степеня {\displaystyle \nu }, незвідний по модулю {\displaystyle p}. Після цього розглядається загальний вираз {\displaystyle A=a_{0}+{a_{1}}i+{a_{2}}i^{2}+...+a_{\nu -1}i^{\nu -1}}, де {\displaystyle a_{0},a_{1},...,a_{\nu -1}} — деякі цілі числа по модулю {\displaystyle p}. Якщо надавати цим числам різні значення, вираз {\displaystyle A} набуватиме {\displaystyle p^{\nu }} значень. Далі Галуа показав, що ці значення утворюють поле й мультиплікативна група цього поля є циклічною. Таким чином, із цієї праці почались фундаментальні дослідження загальної теорії скінченних полів. На відміну від попередників, які досліджували лише поля {\displaystyle \mathbb {F} _{p}}, Галуа вивчав уже поля {\displaystyle \mathbb {F} _{p^{n}}}, які назвали полями Галуа на його честь.
Насправді, першу працю в цій галузі написав Гаусс приблизно 1797 року, однак за його життя дослідження не було видано. Імовірно, його проігнорував редактор творів Гаусса, тому опублікували цю працю тільки в посмертному виданні 1863 року.

### Подальший розвиток
У 1893 році математик Еліаким Мур довів теорему про класифікацію скінченних полів, яка стверджує, що будь-яке скінченне поле є полем Галуа, тобто будь-яке поле з {\displaystyle p^{n}} елементів ізоморфне полю класів залишків многочленів з коефіцієнтами з {\displaystyle \mathbb {F} _{p}} по модулю незвідного многочлена степеня {\displaystyle n}. Того ж року першу спробу аксіоматичного підходу до теорії скінченних полів зробив Генріх Мартін Вебер, який намагався поєднати в своїй праці визначення, які виникли в різних розділах математики, зокрема, і визначення скінченного поля. Далі у 1905 році Джозеф Веддерберн довів  теорему Веддерберна про те, що будь-яке скінченне тіло — комутативне, тобто, є полем. Сучасне аксіоматичне визначення поля (зі скінченними полями як окремим випадком) належить Ернсту Штайніцу і викладено в його праці 1910 року.